# Braskereidfoss
Braskereidfoss este o localitate din comuna Våler, provincia Hedmark, Norvegia, cu o suprafață de 1,02 km² și o populație de 251 locuitori (2013).